# 111.º Congresso dos Estados Unidos
O 111º Congresso dos Estados Unidos é composto da Câmara dos Representantes e do Senado. Tanto os senadores quanto os representante são todos eleitos por votação direta, com última eleição realizada em 2008, o 111º Congresso teve duração entre 3 de janeiro de 2009 a 3 de janeiro de 2011.
Durante o 111º Congresso, o Partido Democrata obteve maioria no Senado e na Câmara dos Representantes, no senado das 100 cadeiras 55 era do partido, e na câmara dos 435 deputados, 256 eram membros do Partido Democrata.

## Distribuição

### Senado

57 Senadores membros do Partido Democrata
2 Senadores Independentes, caucusing com os Democratas
41 senadores membros do Partido Republicano

Durante o Congresso 111º a maioria foi democrata, durante 2009 a 2011, o senador Joe Biden e a senadora Hilary Clinton, renúnciaram do cargo, Biden assumiu a vice-presidência e foi substituído pelo também democrata Ted Kaufman, Clinton assumiu a Secretaria de Estado, foi substituída por Kirsten Gillibrand.
| Partido | Partido             | Senadores | Notas                          |
| ------- | ------------------- | --------- | ------------------------------ |
|         | Partido Democrata   | 57        |                                |
|         | Partido Republicano | 41        |                                |
|         | Independente        | 2         | Senador independente democrata |
| Total   | Total               | 100       |                                |

### Câmara dos Representantes

Distritos azuis com representação democrata
Distritos vermelhos com representação republicana

Durante todo o Congresso 111º o partido denocrata teve maioria, controlando o senado e a câmara dos representantes.
| Partido | Partido             | Membros | %     | Representantes sem direito a voto | Notas |
| ------- | ------------------- | ------- | ----- | --------------------------------- | ----- |
|         | Partido Democrata   | 256     | 58,8% | 4                                 |       |
|         | Partido Republicano | 178     | 41,2% | 1                                 |       |
|         | Independente        | 0       |       | -                                 |       |
|         | Lugares vagos       | 0       | 0%    | -                                 |       |
| Total   | Total               | 435     |       | 5                                 |       |

## Senado

### Composição
- Partido Republicano: 57
- Partido Democrata: 41
- Independente: 2

### Liderança
- Presidente
- Dick Cheney (R - Wyoming), até 20 de janeiro de 2009
- Joe Biden (D - Delaware), desde 20 de janeiro de 2009
- Presidente Pro Tempore
- Robert Byrd (D - Virgínia Ocidental), até 28 de junho de 2010
- Daniel Inouye (D - Havaí), desde 28 de junho de 2010

### Líder da Maioria
- Líder: Harry Reid (D - Nevada)
- Assistente: Dick Durbin (D - Illinois)

### Líder da Minoria
- Líder: Mitch McConnell (R - Kentucky)
- Assistente: Jon Kyl (R - Arizona)

### Senadores por estado
| - Richard Shelby (R) - Jeff Sessions (R) - Lisa Murkowski (R) - Mark Begich (D) - John McCain (R) - Jon Kyl (R) - Blanche Lincoln (D) - Mark Pryor (D) - Dianne Feinstein (D) - Barbara Boxer (D) - Mark Udall (D) - Ken Salazar (D), até 20 de janeiro de 2009 - Michael Bennet (D), desde 21 de janeiro de 2009 - Christopher Dodd (D) - Joe Lieberman (ID) - Richard Burr (R) - Kay Hagan (D) - Lindsey Graham (R) - Jim DeMint (R) - Tim Johnson (D) - John Thune (R) - Kent Conrad (D) - Byron Dorgan (D) - Tom Carper (D) - Joe Biden (D), até 15 de janeiro de 2009 - Ted Kaufman (D), até 15 de novembro de 2010 - Chris Coons (D), desde 15 de novembro de 2009 - Bill Nelson (D) - Mel Martinez (R), até 9 de setembro de 2010 - George LeMieux (R), desde 10 de setembro de 2009 - Saxby Chambliss (R) - Johnny Isakson (R) - Daniel Inouye (D) - Daniel Akaka (D) - Mike Crapo (R) - Jim Risch (R) - Dick Durbin (D) - Roland Burris (D), até 25 de novembro de 2010 - Mark Kirk (R), desde 29 de novembro de 2010 - Richard Lugar (R) - Evan Bayh (D) - Chuck Grassley (R) - Tom Harkin (D) - Sam Brownback (R) - Pat Roberts (R) - Mitch McConnell (R) - Jim Bunning (R) - Mary Landrieu (D) - David Vitter (R) - Olympia Snowe (R) - Susan Collins (R) - Barbara Mikulski (D) - Ben Cardin (D) - John Kerry (D) - Edward M. Kennedy (D), até 25 de agosto de 2009 - Paul G. Kirk (D), 4 de setembro de 2009 – 4 de fevereiro de 2010 - Scott Brown (R), desde 4 de fevereiro de 2010 | - Carl Levin (D) - Debbie Stabenow (D) - Amy Klobuchar (D) - Al Franken (D), desde 7 de julho de 2009 - Thad Cochran (R) - Roger Wicker (R) - Kit Bond (R) - Claire McCaskill (D) - Max Baucus (D) - Jon Tester (D) - Ben Nelson (D) - Mike Johanns (R) - Harry Reid (D) - John Ensign (R) - Judd Gregg (R) - Jeanne Shaheen (D) - Frank Lautenberg (D) - Bob Menendez (D) - Jeff Bingaman (D) - Tom Udall (D) - Chuck Schumer (D) - Hillary Rodham Clinton (D), até 21 de janeiro de 2009 - Kirsten Gillibrand (D), desde 26 de janeiro de 2009 - George Voinovich (R) - Sherrod Brown (D) - Jim Inhofe (R) - Tom Coburn (R) - Ron Wyden (D) - Jeff Merkley (D) - Arlen Specter (R) - Bob Casey (D) - Jack Reed (D) - Sheldon Whitehouse (D) - Lamar Alexander (R) - Bob Corker (R) - Kay Bailey Hutchison (R) - John Cornyn (R) - Orrin Hatch (R) - Bob Bennett (R) - Patrick Leahy (D) - Bernie Sanders (I) - Jim Webb (D) - Mark Warner (D) - Patty Murray (D) - Maria Cantwell (D) - Jay Rockefeller (D) - Robert Byrd (D), até 28 de junho de 2010 - Carte Goodwin (D), 16 de julho de 2010 – 15 de novembro de 2010 - Joe Manchin (D), 15 de novembro de 2010 - Herb Kohl (D) - Russ Feingold (D) - Mike Enzi (R) - John Barrasso (R) |

## Câmara dos Representantes

### Composição
- Partido Democrata: 256
- Partido Republicano: 178

### Liderança
- Presidente da Câmara: Nancy Pelosi (D - Califórnia)

### Líder da Maioria
- Líder: Steny Hoyer (D - Maryland)

### Líder da Minoria
- Líder: John Boehner (R - Ohio)

| Alabama - 1. Jo Bonner (R) - 2. Bobby Bright (D) - 3. Mike Rogers (R) - 4. Robert Aderholt (R) - 5. Parker Griffith (R) - 6. Spencer Bachus (R) - 7. Artur Davis (D) Alasca - 1. Don Young (R) Arizona - 1. Ann Kirkpatrick (D) - 2. Trent Franks (R) - 3. John Shadegg (R) - 4. Ed Pastor (D) - 5. Harry Mitchell (D) - 6. Jeff Flake (R) - 7. Raúl Grijalva (D) - 8. Gabrielle Giffords (D) Arkansas - 1. Marion Berry (D) - 2. Vic Snyder (D) - 3. John Boozman (R) - 4. Mike Ross (D) Califórnia - 1. Mike Thompson (D) - 2. Wally Herger (R) - 3. Dan Lungren (R) - 4. Tom McClintock (R) - 5. Doris Matsui (D) - 6. Lynn Woolsey (D) - 7. George Miller (D) - 8. Nancy Pelosi (D) - 9. Barbara Lee (D) - 10. Ellen Tauscher (D) - 11. Jerry McNerney (D) - 12. Jackie Speier (D) - 13. Pete Stark (D) - 14. Anna Eshoo (D) - 15. Mike Honda (D) - 16. Zoe Lofgren (D) - 17. Sam Farr (D) - 18. Dennis Cardoza (D) - 19. George Radanovich (R) - 20. Jim Costa (D) - 21. Devin Nunes (R) - 22. Kevin McCarthy (R) - 23. Lois Capps (D) - 24. Elton Gallegly (R) - 25. Howard McKeon (R) - 26. David Dreier (R) - 27. Brad Sherman (D) - 28. Howard Berman (D) - 29. Adam Schiff (D) - 30. Henry Waxman (D) - 31. Xavier Becerra (D) - 32. Hilda Solis (D) - 33. Diane Watson (D) - 34. Lucille Roybal-Allard (D) - 35. Maxine Waters (D) - 36. Jane Harman (D) - 37. Laura Richardson (D) - 38. Grace Napolitano (D) - 39. Linda Sánchez (D) - 40. Edward Royce (R) - 41. Jerry Lewis (R) - 42. Gary Miller (R) - 43. Joe Baca (D) - 44. Ken Calvert (R) - 45. Mary Bono Mack (R) - 46. Dana Rohrabacher (R) - 47. Loretta Sanchez (D) - 48. John Campbell (R) - 49. Darrell Issa (R) - 50. Brian Bilbray (R) - 51. Bob Filner (D) - 52. Duncan Hunter (R) - 53. Susan Davis (D) Colorado - 1. Diana DeGette (D) - 2. Jared Polis (D) - 3. John Salazar (D) - 4. Betsy Markey (D) - 5. Doug Lamborn (R) - 6. Mike Coffman (R) - 7. Ed Perlmutter (D) Connecticut - 1. John Larson (D) - 2. Joe Courtney (D) - 3. Rosa DeLauro (D) - 4. Jim Himes (D) - 5. Chris Murphy (D) Delaware - 1. Michael Castle (R) Flórida - 1. Jeff Miller (R) - 2. Allen Boyd (D) - 3. Corrine Brown (D) - 4. Ander Crenshaw (R) - 5. Ginny Brown-Waite (R) - 6. Cliff Stearns (R) - 7. John Mica (R) - 8. Alan Grayson (D) - 9. Gus Bilirakis (R) - 10. Bill Young (R) - 11. Kathy Castor (D) - 12. Adam Putnam (R) - 13. Vern Buchanan (R) - 14. Connie Mack (R) - 15. Bill Posey (R) - 16. Tom Rooney (R) - 17. Kendrick Meek (D) - 18. Ileana Ros-Lehtinen (R) - 19. Robert Wexler (D) - 20. Debbie Wasserman Schultz (D) - 21. Lincoln Diaz-Balart (R) - 22. Ron Klein (D) - 23. Alcee Hastings (D) - 24. Suzanne Kosmas (D) - 25. Mario Diaz-Balart (R) Geórgia - 1. Jack Kingston (R) - 2. Sanford Bishop (D) - 3. Lynn Westmoreland (R) - 4. Hank Johnson (D) - 5. John Lewis (D) - 6. Tom Price (R) - 7. John Linder (R) - 8. Jim Marshall (D) - 9. Nathan Deal (R) - 10. Paul Broun (R) - 11. Phil Gingrey (R) - 12. John Barrow (D) - 13. David Scott (D) Havaí - 1. Neil Abercrombie (D) - Charles Djou (R) - 2. Mazie Hirono (D) Idaho - 1. Walter Minnick (D) - 2. Michael Simpson (R) Illinois - 1. Bobby Rush (D) - 2. Jesse Jackson (D) - 3. Dan Lipinski (D) - 4. Luis Gutierrez (D) - 5. Michael Quigley (D) - 6. Peter Roskam (R) - 7. Danny Davis (D) - 8. Melissa Bean (D) - 9. Janice Schakowsky (D) - 10. Mark Steven Kirk (R) - 11. Debbie Halvorson (D) - 12. Jerry Costello (D) - 13. Judy Biggert (R) - 14. Bill Foster (D) - 15. Timothy Johnson (R) - 16. Donald Manzullo (R) - 17. Philip Hare (D) - 18. Aaron Schock (R) - 19. John Shimkus (R) Indiana - 1. Pete Visclosky (D) - 2. Joe Donnelly (D) - 3. Mark Souder (R) - 4. Steve Buyer (R) - 5. Dan Burton (R) - 6. Mike Pence (R) - 7. André Carson (D) - 8. Brad Ellsworth (D) - 9. Baron Hill (D) Iowa - 1. Bruce Braley (D) - 2. David Loebsack (D) - 3. Leonard Boswell (D) - 4. Tom Latham (R) - 5. Steve King (R) Kansas - 1. Jerry Moran (R) - 2. Lynn Jenkins (R) - 3. Dennis Moore (D) - 4. Todd Tiahrt (R) Kentucky - 1. Ed Whitfield (R) - 2. Brett Guthrie (R) - 3. John Yarmuth (D) - 4. Geoff Davis (R) - 5. Harold Rogers (R) - 6. Ben Chandler (D) Luisiana - 1. Steve Scalise (R) - 2. Joseph Cao (R) - 3. Charlie Melancon (D) - 4. John Fleming (R) - 5. Rodney Alexander (R) - 6. Bill Cassidy (R) - 7. Charles Boustany (R) Maine - 1. Chellie Pingree (D) - 2. Mike Michaud (D) Maryland - 1. Frank Kratovil (D) - 2. Dutch Ruppersberger (D) - 3. John Sarbanes (D) - 4. Donna Edwards (D) - 5. Steny Hoyer (D) - 6. Roscoe Bartlett (R) - 7. Elijah Cummings (D) - 8. Chris Van Hollen (D) Massachusetts - 1. John Olver (D) - 2. Richard Neal (D) - 3. Jim McGovern (D) - 4. Barney Frank (D) - 5. Niki Tsongas (D) - 6. John Tierney (D) - 7. Ed Markey (D) - 8. Mike Capuano (D) - 9. Stephen Lynch (D) - 10. Bill Delahunt (D) Michigan - 1. Bart Stupak (D) - 2. Peter Hoekstra (R) - 3. Vern Ehlers (R) - 4. David Lee Camp (R) - 5. Dale Kildee (D) - 6. Fred Upton (R) - 7. Mark Schauer (D) - 8. Mike Rogers (R) - 9. Gary Peters (D) - 10. Candice Miller (R) - 11. Thaddeus McCotter (R) - 12. Sander Levin (D) - 13. Carolyn Cheeks Kilpatrick (D) - 14. John Conyers (D) - 15. John Dingell (D) Minesota - 1. Tim Walz (D) - 2. John Kline (R) - 3. Erik Paulsen (R) - 4. Betty McCollum (D) - 5. Keith Ellison (D) - 6. Michele Bachmann (R) - 7. Collin Peterson (D) - 8. Jim Oberstar (D) | Mississippi - 1. Travis Childers (D) - 2. Bennie Thompson (D) - 3. Gregg Harper (R) - 4. Gene Taylor (D) Missouri - 1. William Lacy Clay (D) - 2. Todd Akin (R) - 3. Russ Carnahan (D) - 4. Ike Skelton (D) - 5. Emanuel Cleaver (D) - 6. Sam Graves (R) - 7. Roy Blunt (R) - 8. Jo Ann Emerson (R) - 9. Blaine Luetkemeyer (R) Montana - 1. Denny Rehberg (R) Nebrasca - 1. Jeff Fortenberry (R) - 2. Lee Terry (R) - 3. Adrian Smith (R) Nevada - 1. Shelley Berkley (D) - 2. Dean Heller (R) - 3. Dina Titus (D) Nova Hampshire - 1. Carol Shea-Porter (D) - 2. Paul Hodes (D) Nova Jersey - 1. Rob Andrews (D) - 2. Frank LoBiondo (R) - 3. John Adler (D) - 4. Chris Smith (R) - 5. Scott Garrett (R) - 6. Frank Pallone (D) - 7. Leonard Lance (R) - 8. Bill Pascrell (D) - 9. Steve Rothman (D) - 10. Donald Payne (D) - 11. Rodney Frelinghuysen (R) - 12. Rush Holt (D) - 13. Albio Sires (D) Novo México - 1. Martin Heinrich (D) - 2. Harry Teague (D) - 3. Ben Luján (D) Nova Iorque - 1. Tim Bishop (D) - 2. Steve Israel (D) - 3. Peter King (R) - 4. Carolyn McCarthy (D) - 5. Gary Ackerman (D) - 6. Gregory Meeks (D) - 7. Joseph Crowley (D) - 8. Jerrold Nadler (D) - 9. Anthony Weiner (D) - 10. Ed Towns (D) - 11. Yvette Clarke (D) - 12. Nydia Velázquez (D) - 13. Michael McMahon (D) - 14. Carolyn Maloney (D) - 15. Charles Rangel (D) - 16. José Serrano (D) - 17. Eliot Engel (D) - 18. Nita Lowey (D) - 19. John Hall (D) - 20. Scott Murphy (D) - 21. Paul Tonko (D) - 22. Maurice Hinchey (D) - 23. John M. McHugh (R) - 24. Michael Arcuri (D) - 25. Dan Maffei (D) - 26. Chris Lee (R) - 27. Brian Higgins (D) - 28. Louise McIntosh Slaughter (D) - 29. Eric Massa (D) Carolina do Norte - 1. G. Butterfield (D) - 2. Bob Etheridge (D) - 3. Walter Jones (R) - 4. David Price (D) - 5. Virginia Foxx (R) - 6. Howard Coble (R) - 7. Mike McIntyre (D) - 8. Larry Kissell (D) - 9. Sue Wilkins Myrick (R) - 10. Patrick McHenry (R) - 11. Heath Shuler (D) - 12. Mel Watt (D) - 13. Brad Miller (D) Dakota do Norte - 1. Earl Pomeroy (D) Ohio - 1. Steve Driehaus (D) - 2. Jean Schmidt (R) - 3. Michael Turner (R) - 4. Jim Jordan (R) - 5. Bob Latta (R) - 6. Charlie Wilson (D) - 7. Steve Austria (R) - 8. John Boehner (R) - 9. Marcy Kaptur (D) - 10. Dennis Kucinich (D) - 11. Marcia Fudge (D) - 12. Pat Tiberi (R) - 13. Betty Sutton (D) - 14. Steve LaTourette (R) - 15. Mary Jo Kilroy (D) - 16. John Boccieri (D) - 17. Tim Ryan (D) - 18. Zack Space (D) Oklahoma - 1. John Sullivan (R) - 2. Dan Boren (D) - 3. Frank Lucas (R) - 4. Tom Cole (R) - 5. Mary Fallin (R) Óregon - 1. David Wu (D) - 2. Greg Walden (R) - 3. Earl Blumenauer (D) - 4. Peter DeFazio (D) - 5. Kurt Schrader (D) Pensilvânia - 1. Bob Brady (D) - 2. Chaka Fattah (D) - 3. Kathy Dahlkemper (D) - 4. Jason Altmire (D) - 5. Glenn Thompson (R) - 6. Jim Gerlach (R) - 7. Joe Sestak (D) - 8. Patrick Murphy (D) - 9. Bill Shuster (R) - 10. Chris Carney (D) - 11. Paul Kanjorski (D) - 12. John Murtha (D) - 13. Allyson Schwartz (D) - 14. Michael Doyle (D) - 15. Charlie Dent (R) - 16. Joseph Pitts (R) - 17. Tim Holden (D) - 18. Tim Murphy (R) - 19. Todd Platts (R) Rhode Island - 1. Patrick Kennedy (D) - 2. James Langevin (D) Carolina do Sul - 1. Henry Brown (R) - 2. Joe Wilson (R) - 3. Gresham Barrett (R) - 4. Bob Inglis (R) - 5. John Spratt (D) - 6. Jim Clyburn (D) Dakota do Sul - 1. Stephanie Herseth Sandlin (D) Tennessee - 1. Phil Roe (R) - 2. John Duncan (R) - 3. Zach Wamp (R) - 4. Lincoln Davis (D) - 5. Jim Cooper (D) - 6. Bart Gordon (D) - 7. Marsha Blackburn (R) - 8. John Tanner (D) - 9. Steve Cohen (D) Texas - 1. Louie Gohmert (R) - 2. Ted Poe (R) - 3. Sam Johnson (R) - 4. Ralph Hall (R) - 5. Jeb Hensarling (R) - 6. Joe Barton (R) - 7. John Culberson (R) - 8. Kevin Brady (R) - 9. Al Green (D) - 10. Michael McCaul (R) - 11. Mike Conaway (R) - 12. Kay Granger (R) - 13. Mac Thornberry (R) - 14. Ron Paul (R) - 15. Rubén Hinojosa (D) - 16. Silvestre Reyes (D) - 17. Chet Edwards (D) - 18. Sheila Jackson-Lee (D) - 19. Randy Neugebauer (R) - 20. Charlie Gonzalez (D) - 21. Lamar Smith (R) - 22. Pete Olson (R) - 23. Ciro Rodriguez (D) - 24. Kenny Marchant (R) - 25. Lloyd Doggett (D) - 26. Michael Burgess (R) - 27. Solomon Ortiz (D) - 28. Henry Cuellar (D) - 29. Gene Green (D) - 30. Eddie Bernice Johnson (D) - 31. John Carter (R) - 32. Pete Sessions (R) Utah - 1. Rob Bishop (R) - 2. Jim Matheson (D) - 3. Jason Chaffetz (R) Vermont - 1. Peter Welch (D) Virginia - 1. Rob Wittman (R) - 2. Glenn Nye (D) - 3. Robert Scott (D) - 4. Randy Forbes (R) - 5. Tom Perriello (D) - 6. Bob Goodlatte (R) - 7. Eric Cantor (R) - 8. Jim Moran (D) - 9. Rick Boucher (D) - 10. Frank Wolf (R) - 11. Gerry Connolly (D) Washington - 1. Jay Inslee (D) - 2. Rick Larsen (D) - 3. Brian Baird (D) - 4. Doc Hastings (R) - 5. Cathy McMorris Rodgers (R) - 6. Norm Dicks (D) - 7. Jim McDermott (D) - 8. Dave Reichert (R) - 9. Adam Smith (D) Virgínia Ocidental - 1. Alan Mollohan (D) - 2. Shelley Moore Capito (R) - 3. Nick Rahall (D) Wisconsin - 1. Paul Ryan (R) - 2. Tammy Baldwin (D) - 3. Ron Kind (D) - 4. Gwen Moore (D) - 5. Jim Sensenbrenner (R) - 6. Tom Petri (R) - 7. Dave Obey (D) - 8. Steve Kagen (D) Wyoming - 1. Cynthia Lummis (R) |